# Søllinge
Søllinge er en by på Midtfyn med 230 indbyggere  (2024), beliggende 18 km sydøst for Odense, 21 km vest for Nyborg og 8 km nordøst for kommunesædet Ringe. Byen hører til Faaborg-Midtfyn Kommune og ligger i Region Syddanmark. I 1970-2006 hørte byen til Ringe Kommune
Søllinge hører til Søllinge Sogn, og Søllinge Kirke ligger i byen.

## Faciliteter
- Søllinges tidligere folkeskole danner rammen om Natur- og Helhedsskolen Årslev samt den private integrerede daginstitution Kernehuset, som har vuggestue til 15 børn og børnehave til 35 børn.
- Søllinge-Hellerup Borgerforening, stiftet i 1973, har siden 1994 drevet Søllinge Forsamlingshus, som har plads til 100 spisende gæster. Huset er fra 1937 og var tidligere friskole.
- Byen har adskillige foreninger, bl.a. Søllinge Sport og Fritid, der har til huse i Søllinge Kultur- og Fritidshus. Søllinge-Havndrup Foredragsforening er startet i 1915 og har ca. 60 medlemmer.

## Historie
I en mergelbanke på Eskilstrup mark er der gjort gravfund fra folkevandringstiden med spande af bronze og træ, en bronzekedel, et bronzefad,
spillebrikker af glas, et par guldfingerringe m. m.
I 1899 beskrives Søllinge således: "Søllinge (1231: Sølyng, 1374: Sølinge) med Kirke, Præstegd., Skole, Friskole med Forsamlingshus (paa Søllinge Mark, opf. 1881) og Mølle;" Målebordsbladet fra 1800-tallet staver landsbyen Sølinge. Kortet fra 1900-tallet viser desuden et bageri.

### Genforeningssten
I et anlæg vest for kirkepladsen og foran gadekæret står en sten, der blev afsløret 9. juli 1920 til minde om Genforeningen i 1920.

## Klaus Berntsen
Klaus Berntsen (1844-1927) var 1910-13 Danmarks konseilspræsident - indtil 1918 betegnelsen for statsminister - og er stadig den politiker, der har siddet længst i Folketinget, i alt 51 år. Han var født i landsbyen Eskilstrup 2 km sydvest for Søllinge og startede sin skolegang i den lille rødkalkede skole ved siden af kirken i Søllinge. Skolen blev senere indrettet som museum.